# Einsatz in Hamburg – Tödliches Vertrauen
Tödliches Vertrauen ist ein deutscher Fernsehfilm von Buddy Giovinazzo aus dem Jahr 2009. Es handelt sich um die zwölfte Episode der ZDF-Kriminalfilmreihe Einsatz in Hamburg, deren ersten beiden Filme unter dem Reihentitel Jenny Berlin ausgestrahlt wurden.

## Handlung
Der achtjährigen Luca Mehnert rennt abends, nachdem er in einem Dönerimbiss in der Hamburger Innenstadt die Zeche geprellt hat, in die Arme von Jenny Berlin. Die zahlt seine Schulden und nimmt ihn und seinen Hund mit zu sich nach Hause, weil er weder seinen Namen noch seine Adresse nennt. Auf der Suche nach Hinweisen zur Identität des Jungen durchsucht sie seine Sachen und findet dabei ein kleines Päckchen Heroin. Am nächsten Morgen beginnt Luca gegenüber der Kommissarin Vertrauen zu fassen, doch hört er über Funk, dass die Polizei die Leiche seiner Mutter gefunden hat. Geschockt läuft er mit seinem Hund wieder davon. Seine Mutter wurde in ihrer Wohnung erstochen und war heroinabhängig, was der Kommissarin das Drogenpäckchen von Luca teilweise erklärt.
Die Spur führt zu Nick Arnold, dem Vater des Jungen – er ist Musiker und lebt von seiner Frau getrennt. Franziska Böhm, die Schwester des Opfers ist Heilpraktikerin und beschreibt ihn als gewalttätig. Luca behandelt sie aktuell wegen seiner Verhaltensstörungen und fand es nicht gut, dass ihre Schwester vor hatte, mit ihrem Sohn nach Neuseeland auszuwandern, da sich bei Luca gerade erste Therapieerfolge entwickelt hätten.
Luca hat zu seinem Vater ein gutes Verhältnis und ist zu ihm geflüchtet. Doch wird der nun von der Polizei festgenommen und so kümmert sich Berlin weiter um das Kind. Der Kinderpsychologe Dr. Kleine plädiert dafür Luca bei seiner Tante unterzubringen, da er hier ein stabiles Umfeld hätte. Doch beginnt Luca schon bald sein Gewaltpotential in Form von unkontrollierbaren Ausbrüchen zu offenbaren. Berlin bekommt auch Zweifel, was die Ehrlichkeit von Franziska Böhm betrifft. Nach ihren Recherchen hatte sie das Heroin besorgt, dass man bei Luca gefunden hatte. Nach Böhms Aussage hätte ihre Schwester sie angefleht ihr Drogen zu besorgen. Das passt aber nicht zu den Angaben von Lucas Vater, wonach Julia Mehnert schon eine ganze Weile „clean“ gewesen wäre. Deshalb hatte Luca das Heroin auch bei sich, weil er es seiner Mutter weggenommen hatte, damit sie nicht rückfällig werden sollte. So in die Enge getrieben gibt Lucas Tante zu, dass sie schon länger vor hatte das Sorgerecht für Luca zu bekommen. Da seine Mutter mit ihm aber auswandern wollte, wären ihre Pläne zunichte, deshalb wollte sie, dass man die Drogen bei ihrer Schwester finden sollte. Sie hätte sie aber nicht umgebracht. Unter diesen Umständen soll Luca nicht bei den Böhms bleiben und so nimmt Berlin ihn wieder mit zu sich nach Hause. Nachdem Lucas Vater aus der Untersuchungshaft entlassen wird, darf der Junge mit zu ihm. Ehe er sich versieht, läuft Luca aber wieder weg. Berlin vermutet ihn bei den Böhms. Sie hat Indizien dafür gefunden, dass seine Mutter mit dem Mann ihrer Schwester eine Affäre gehabt haben muss. Das hat auch Luca mitbekommen und fordert nun Rechenschaft von seinem Onkel. Er gibt zu sich mit Lucas Mutter gestritten zu haben, woraufhin sie mit einem Messer auf ihn losgegangen wäre. Als er sich verteidigen wollte, sei dann das Unglück geschehen. Das täte ihm sehr leid. Berlin und ihr Team nimmt Thomas Böhm fest.

## Hintergrund
Die Dreharbeiten erstreckten sich vom 4. März 2009 bis zum 3. April 2009. Es wurde in Hamburg und Umgebung gedreht. Die Episode wurde am 19. September 2009 um 20:15 Uhr im ZDF erstausgestrahlt.

## Kritik
Rainer Tittelbach von tittelbach.tv beurteilte den Film als „grundsoliden Gebrauchskrimi.“ „Die Kommissarin, die Berlin heißt, aber in Hamburg ermitteln muss, ist und bleibt der Typ Ermittler zum Gernhaben. Mit Jüngelchen Luca (bemerkenswert: Bruno Schubert) und dessen Hund Balu im Schlepptau ist das zunächst trotz (oder gerade wegen) der zahlreichen Schweigeminuten ein recht launiges Trio. Auch Florian Lukas hält wunderbar jedes Klischee aus seiner Rockmusiker-Loser-Rolle fern und Gustav Peter Wöhler als Psychologe hat einige neckische Szenen mit Aglaia Szyszkowitz. Der handlungsintensive, fährtenreiche, gut besetzte Krimi hat also an seiner gespielten Oberfläche einiges zu bieten. Der Film von Regie-Routinier Buddy Giovinazzo ist kein Krimi-Drama, er funktioniert vielmehr als genrehaftes Krimi-Spiel. Während nach dem Showdown der ‚Böse‘ fast verblutet, lachen sich die Guten in Lassie-Manier einen ab…“
Tilmann P. Gangloff schrieb für kino.de: „Allen Beteiligten wird das Risiko von vornherein klar gewesen sein: Der Krimi steht und fällt mit Luca. Tatsächlich dürfte die Führung des jungen Bruno Schubert die größte Leistung von Buddy Giovinazzo gewesen sein, denn den Film inszeniert er ansonsten routiniert; da gab es schon ungleich fesselndere Einsätze in Hamburg, die Jenny Berlin außerdem deutlich näher kamen. Sehenswert ist ‚Tödliches Vertrauen‘ dennoch, zumal sämtliche Gastrollen eindrucksvoll besetzt sind. Während die großen Namen jedoch spielen, was man erwarten darf, gelingen dem wunderbaren Gustav Peter Wöhler als schüchtern flirtendem Psychologen ein paar bemerkenswerte Auftritte. Dass Jennys Kollege Brehm (Volker Strecker) erst Vater wird und dann wieder nicht, ist hingegen eine Dreingabe, die sich die Autoren auch hätten sparen können; da sind Wolfers Schulterschmerzen ein deutlich ergiebigerer Quell der Erheiterung, zumal ihre Behandlung sogar zur Klärung des Falls beiträgt.“
Die Kritiker der Fernsehzeitschrift TV Spielfilm vergaben dem Film die bestmögliche Wertung, sie zeigten mit dem Daumen nach oben. Sie urteilten, es gäbe „… zu viele kleine falsche Fährten: Die Spannung bleibt so zwar nicht immer auf voller Höhe, aber die gut entwickelten und hervorragend gespielten Figuren sorgen für beachtliches Niveau“ und konstatierten: „Verwirrspiel mit überzeugendem Ensemble“.